# 基羅夫卡 (波克羅夫西克區)
48°3′34″N 36°6′3″E / 48.05944°N 36.10083°E
基羅夫卡（烏克蘭語：Дрозди），是烏克蘭的村落，位於該國中部第聶伯羅彼得羅夫斯克州，由波克羅夫西克區負責管轄，處於沃夫恰河左岸，距離扎里奇涅0.5公里，始建於1820年，面積0.6平方公里，海拔高度78米，2001年人口94。